# Pau Cubarsí
Pau Cubarsí Paredes (* 22. ledna 2007 Girona) je španělský profesionální fotbalista, který hraje na pozici středního obránce za španělský klub FC Barcelona a za španělský národní tým.Mezi jeho největší úspěchy patří vítězství La Ligy v sezóně 2024/2025 a také v Španělském Superpoháru a Copa Del Rey 

## Klubová kariéra
Cubarsí začal svou kariéru v Gironě, poté se v roce 2018 přesunul do akademie Barcelony. V roce 2022 se stal třetím nejmladším hráčem Barcelony, který debutoval v UEFA Youth League, a to s Laminem Yamalem a Ilaixem Moribou. Dne 18. ledna 2024 debutoval za první tým v Copa del Rey pří výhře 3:1 proti klubu Unionistas, kde si také připsal asistenci. V základní sestavě se poprvé objevil při svém debutu v La Lize proti Realu Betis, den před svými 17. narozeninami. 12. března 2024 byl při svém debutu v Lize mistrů vyhlášen nejlepším hráčem zápasu, když v osmifinále pomohl k výhře nad Neapolí 3:1. Stal se tak nejmladším hráčem, který debutoval ve vyřazovací fázi soutěže, čímž překonal dosavadní rekord Davida Alaby.

## Reprezentační kariéra
Cubarsí reprezentoval Španělsko v mládežnických kategoriích.
V březnu 2024 ho trenér Luis de la Fuente poprvé povolal do španělské reperezentace, kde debutoval v přátelském utkání s Kolumbií (prohra 1:0). V 83. minutě vystřídal Aymerica Laporteho a ve věku 17 let, 1 měsíce a 28 dní se stal nejmladším obráncem, který kdy reprezentoval Španělsko. Překonal tak rekord, který předtím držel Sergio Ramos.